# Drom HaSharon
Le conseil régional de Drom HaSharon, en hébreu : מוֹעָצָה אֲזוֹרִית דְּרוֹם הַשָׁרוֹן, est situé dans la plaine de Sharon, en bordure de l'autoroute 40 (en), à proximité de Neve Yarak (en) en Israël.

## Liste des colonies et communautés
- Adanim
- Einat
- Elishama
- Eyal (en)
- Gan Haim (en)
- Ganei Am (en)
- Gat Rimon (en)
- Givat Hen (en)
- Givat HaShlosha
- Hagor (en)
- Horshim (en)
- Kfar Ma'as (en)
- Kfar Malal
- Kfar Sirkin (en)
- Magshimim (en)
- Matan (en)
- Nahshonim
- Neve Yamin
- Neve Yerek (en)
- Nir Eliyahu (en)
- Nirit (en)
- Ramat HaKovesh (en)
- Ramot HaShavim
- Sdei Hemed (en)
- Sde Warburg (en)
- Tzofit (en)
- Tzur Natan (en)
- Yarhiv (en)
- Yarkona (en)

## Jumelage
Depuis le 29 avril 1987, le conseil régional de Drom HaSharon est jumelé avec la ville de Neuwied en Allemagne.

## Source de la traduction
- (en) Cet article est partiellement ou en totalité issu de l’article de Wikipédia en anglais intitulé « Drom HaSharon Regional Council » (voir la liste des auteurs).